# Балка Комарівка
Балка Комарівка — балка (річка) в Україні й Молдові у Подільському, Роздільнянському районах Одеської області та в межах Придністров'я. Ліва притока річки Дністра (басейн Чорного моря).

## Опис
Довжина балки 30 км, похил річки 2,4 м/км, площа басейну водозбору 258 км². Формується декількома балками та загатами. На деяких ділянках балка пересихає.

## Розташування
Бере початок на південно-східній стороні від села Павлівки. Тече переважно на південний захід через села Комарівку, Малаєшти й у селі Варниця впадає в річку Дністер.
Населені пункти вздовж берегової смуги: Трохимівка, Великокомарівка.